# Cabinet Brüning I
République de Weimar
Müller II Brüning II
Le premier cabinet Brüning, du nom du chancelier allemand Heinrich Brüning, est en fonction du 31 mars 1930 au 7 octobre 1931.

## Composition
| Poste                                     | Titulaire                          | Titulaire                                    | Parti   |
| ----------------------------------------- | ---------------------------------- | -------------------------------------------- | ------- |
| Chancelier du Reich                       |                                    | Heinrich Brüning                             | Zentrum |
| Vice-chancelier                           |                                    | Hermann Dietrich (à partir de 27/07/1930)    | DDP     |
| Ministre de l'Intérieur                   |                                    | Joseph Wirth                                 | Zentrum |
| Ministre de la Justice                    |                                    | Johann Viktor Bredt (jusqu'au 06/12/1930)    | WP      |
| Ministre de la Justice                    | Curt Joël (à partir de 06/12/1930) |                                              |         |
| Ministre des Affaires étrangères          |                                    | Julius Curtius                               | DVP     |
| Ministre de l'Économie                    |                                    | Hermann Dietrich (jusqu'au 26/06/1930)       | DDP     |
| Ministre de l'Économie                    |                                    | Ernst Trendelenburg (à partir du 27/06/1930) | DDP     |
| Agriculture                               |                                    | Martin Schiele                               | DNVP    |
| Ministre des Finances                     |                                    | Paul Moldenhauer (à partir du 20/06/1930)    | DVP     |
| Ministre des Finances                     |                                    | Hermann Dietrich (à partir du 26/06/1930)    | DDP     |
| Ministre de la Défense                    |                                    | Wilhelm Groener                              |         |
| Ministre du Travail                       |                                    | Adam Stegerwald                              | Zentrum |
| Ministre des Postes                       |                                    | Georg Schätzel                               | BVP     |
| Ministre des Transports                   |                                    | Theodor von Guérard                          | Zentrum |
| Ministre des Territoires occupés du Reich |                                    | Gottfried Treviranus                         | KPV     |

## Histoire
La crise 1929 touche durement la République de Weimar et l'économie allemande plonge dans la récession (baisse de la production et des prix dans l'industrie et dans l'agriculture) et l'État voit donc ses recettes diminuer (baisse de l'activité, donc baisse des prélèvements fiscaux). 
Alors que le gouvernement de Müller est majoritaire est Reichstag, il se déchire face aux solutions à apporter à la crise ; entre politique de reflation et d'austérité. Le gouvernement chute sur l'impossibilité de compromis entre le SPD et la droite concernant l'assurance chômage.
Face à ces difficultés, Hindenburg nomme le chef du Zentrum, qui forme un gouvernement opte avec une politique de déflation et de restauration de l'équilibre budgétaire. Le gouvernement augmente les impôts sur les entreprises, ce qui déplaît au patronat puis, en septembre 1931, il baisse les salaires, les prix et les loyers (baisse des salaires dans la fonction publique, réduction des allocations chômage et des prestations sociales, etc.). Le gouvernement décide également de limiter les importations afin de limiter l'endettement extérieur.
Ce cabinet peut aussi être considéré comme le premier qui quitte le fonctionnement parlementaire du régime car il émane directement du président du Reich Paul von Hindenburg, qui exclut tout gouvernement de coalition avec le parti social-démocrate et donc mène à un gouvernement minoritaire. 
De plus, lorsque Brüning présente son plan d'austérité au Reichstag en juin, il est mis en minorité. Cependant, Hindenburg utilise l'article 48 pour passer outre ce vote, au nom d'un  « péril pour le pays ». Le 18 juillet, une majorité hétéroclite rejette l'ordonnance, ce qui, en retour, provoque la dissolution du Reichstag par le Président. 
Les élections de septembre sont un échec pour le coalition au pouvoir qui recule nettement tandis que les communistes et les nazis augmentent. Le gouvernement Brüning ne représente maintenant plus que 30 % de l'électorat, contre 40 % en avril. Pourtant, le gouvernement se maintient et devient un gouvernement présidentiel qui ne gouverne plus que par décret, et grâce à la « politique de tolérance » du SPD qui ne vote pas la censure. Si le gouvernement fait passer plusieurs lois normalement, il passe aussi 44 ordonnances via l'article 48 pour l'année 1931. Le Reichstag est court-circuité. Dès novembre 1930, le Parti des classes moyennes quitte la coalition, réduisant l'assise du gouvernement de 23 sièges.
La politique déflationniste et le dogme de l'équilibre budgétaire n'aboutissent pas en raison de la crise mondiale qui empêche les exportations, mais permettent de continuer de payer les réparations du traité de Versailles. Sur le plan extérieur, le gouvernement n'a pas la confiance de son homologue français qui s'inquiète de l'union douanière avec l'Autriche proposée par Brüning et fait retirer les crédits français en Allemagne. La politique d'austérité provoque aussi une panique bancaire des épargnants qui font de nombreux retraits et force la fermeture des banques allemandes en juillet 1931. 
Cet échec mécontente l'entourage de Hindenburg, renforcé par la progression des nazis et du KPD aux élections municipales et locales.
Le 5 septembre 1931, face à ces échecs, Hindenburg et son entourage, dont le Generalmajor Kurt von Schleicher, font pression sur Brüning pour droitiser son gouvernement, en excluant notamment les membres du Parti démocrate allemand, et une partie des catholiques. Brüning accepte aussi de nommer des ministres conservateurs sans-étiquettes. Le 10 octobre, le Président Hindenburg accepte la démission de Brüning, puis le nomme à nouveau pour former un nouveau gouvernement.

## Annexe